# Thrybergh
Thrybergh – wieś w Anglii, w hrabstwie ceremonialnym South Yorkshire, w dystrykcie metropolitalnym Rotherham. Leży 14 km na północny wschód od miasta Sheffield i 230 km na północ od Londynu. Miejscowość liczy 4327 mieszkańców.